# Barrio Boca del Pozo
El Barrio Boca del Pozo, ubicado en el centro  la ciudad de Guayaquil, empezó a llamarse así desde el siglo XVI debido a la construcción de un pozo al inicio de la calle Julián Coronel, conocido como El Pozo De La Noria.

## Historia
Cuando Guayaquil a partir de su fundación que era una población de tan solo cientos de habitantes, en el sector de las actuales calles Julián Coronel -camino al cementerio- y Rocafuerte -calle Nueva- se formó un caserío existente alrededor del Pozo de la Noria (único pozo de agua dulce que hubo en Ciudad Vieja) que fue construido por los cabildantes junto a la Orden Dominica para que sirva de abasto a los vecinos de la ciudad. El nombre de este pozo se debía, porque se instaló una noria para sacar agua. Este barrio también se conoció en algunos datos coloniales con el nombre de Chana Ludui. 

"Entrando por la calle Julián Coronel que en la colonia no era más que una calleja que bordeaba el cerro camino hacia La Laguna y en ella estaba la carnicería, una curtiembre, dos o más fraguas o herrerías, el sitio El Tamarindo objeto de varias leyendas; y, más adelante estuvo la primera casa de beneficencia fundada y sostenida por las Clavijo -madre e hija- cerca de un árbol de Compoño también legendario. Por ese mismo sector se encontraba la casa de adobes de los Bances de Obregón por donde hoy la calle Julián Coronel y el primer panteoncito cerca de la cárcel hoy que cubre los despojos de los primeros habitantes blancos y quizá habríamos precisado el lugar en que esta perdida la huesa de Gómez de Estacio uno de los fundadores y única tumba que nos quedaba de ellos vecina al lugar en que fue fusilado en nuestras eras de libertad el joven teniente liberal Amable Viteri. Por allí habríamos visto como en ensueño la primera Curtiembre del Cabildo la fragua de Bartolo Imena y acá y allá las dos primeras pulperías de don Cristóbal de Castro y don Juan María de Cora el minucioso y mejor Cronista de esa época en apuntes privados que fueron patrimonio de mis antepasados..."
Modesto Chávez Franco

A finales del siglo XVIII y comienzos del siguiente debido al brote de casos de lepra que afecto inclusive a familias pudientes, el gobernador Irisarri dispuso  en 1801 construir ramadas separadas en la falda del cerro en el sitio de Chana Luduy que es este mismo barrio, para que sirva de lazareto. Con respecto al sitio Chana Luduy al que también podría decirse Chanduy según Julio Estrada Icaza, podría haber sido la falda occidental del Cerro San Lázaro, nombre con que se conocía a la colina y que se ve en el mapa de 1741 hecho por Alsedo por donde esta el Hospital de Infectología.

"En 1801 se recibió aquí una provisión virreinal sobre Hospital de Lazarinos, mas no se conoce resultado practico de ella. A comienzos de 1818 se presentan nuevos casos de lepra... Se recurre nuevamente al doctor Hurtado, quien ya era protomédico, y con la opinión de este se resuelve fabricar "dos ranchos de caña y paja en distancia de una cuadra uno de otro" con fondos municipales. El sitio escogido para este efecto era un paraje llamado Chana Luduy, en las faldas del cerro del Carmen, cerca de donde está el actual Hospital de Infecto-contagiosos... los ranchos fueron terminados antes del 26 de Junio, y resultaron costando 195 pesos. Las ramadas se habían terminado, pero los enfermos aun no se habían recogido... A fines de 1822 se decidía buscar una solución mas estable para el leprocomio. A los regidores Juan Francisco Icaza y Manuel Antonio Marcos se les recomendó revisar los ranchos que habían sido construidos bajo el régimen colonial, y que debían repararse con fondos municipales. A los tres días regresaron Ycaza y Marcos con la noticia de que los tales ranchos habían desaparecido."
Julio Estrada Icaza

"Chana Luduy, según Chávez Franco, había sido identificado por el doctor Darío Rogelio Astudillo con la Boca del Pozo, o sea la intersección de la Avenida Rocafuerte con la calle Julián Coronel. Sin embargo al tratar de la construcción de las dos ramadas, Chávez Franco decía que se construyeron en el cerro de San Lázaro que él ubicaba frente al American Park, al otro lado del Salado. En la primera edición de esta obra el autor aceptó esta ubicación, pero ahora se rectifica. En realidad la Boca del Pozo era un sitio demasiado central y poblado para ser utilizado para este fin. Lo probable es que ese Lazareto estuviese aún mas retirado que el Panteón, por entonces en plena construcción. El cerro de San Lázaro de Alsedo o la falda septentrional del Cerro del Carmen son los lugares más lógicos para esto: y guardan relacion con el hecho de haberse pensado en el alcalde de la Sabana para custodiar a los enfermos lo cual no sería razonable si se tratase de la Boca del Pozo..."
Julio Estrada Icaza

En la época colombiana por 1826 se proyecto el Hospital  por el Pozo de Noria, pero que no llegaría a concretarse y sería construido muchísimo tiempo después siendo ubicado en el sector de "La Loma" que es hoy el Hospital Luis Vernaza.

### Vecinos en 1795
El 24 de mayo de 1795 el Gobernador de Guayaquil José de Aguirre Irisarri, se realizó un censo para fijar cuantas casas y negocios había por barrios, respecto al sector de la Boca del Pozo, había un total de 8 viviendas en sus inmediaciones, de los cuales vamos a colocar los nombres de sus respectivos propietarios.

Calle de Santo Domingo hasta el Pozo::
- 1	Casa de Gerónima de Vera.
- 1	Casa de Josefa de…………..
- 1	Casa de Feliciano Moncada.
- 1	Casa de Micaela Terranova.
- 1	Casa de María Ig. Herrera.
- 1	Casa de Juan Pérez.
- 1	Casa de José Sandoya.
- 1	Casa de Tadeo Aguirre.
- 8	Casas en total

Gobernador José de Aguirre Irisarri

## Actualidad
En este barrio que ha perdido ya su nombre existe una Unidad de Policía Comunitaria, además de la casa patrimonial de los Antepara la cual esta comenzando a deteriorarse a pesar de que posee una placa que señala su valor histórico y más allá cerca a la calle que sube el Cerro del Carmen, se ubica la antigua Cárcel Municipal, que se halla en estado deplorable, la Universidad de las Artes pretende convertirlo en Centro Cultural. Debido al estado de abandono en que se encuentra se han tejido un sinnúmero de leyendas e historias entre los vecinos del lugar.